# Șciîhli, Iavoriv
Șciîhli (în ucraineană Щиглі) este un sat în comuna Vijomlea din raionul Iavoriv, regiunea Liov, Ucraina.

## Demografie
Componența lingvistică a localității Șciîhli
     Ucraineană (98,91%)
     Rusă (1,09%)
Conform recensământului din 2001, majoritatea populației localității Șciîhli era vorbitoare de ucraineană (98,91%), existând în minoritate și vorbitori de rusă (1,09%).